# 澳門土生葡語
澳門土生葡語（葡萄牙語：Patuá macaense、patois、Crioulo macaense），通稱土生土語，亦有「澳門甜蜜語」（葡萄牙語：Dóci Língu di Macau）和「甜美語」(葡萄牙語：Doci Papiaçam）之稱，是一種以15至16世紀的葡萄牙語為基礎，马来语、粤语及僧伽罗语为底层的克里奧爾語，是葡属澳门的澳門土生葡人使用的一種獨特方言，在澳門已有三百多年的歷史。现在只有澳门部分家庭和流散的土生葡人讲这种语言，截至2017年，能夠流利地操土生葡語的人剩下不到五十人，土生葡語亦被聯合國教科文組織列為瀕危語言。
联合国教科文组织世界濒危语言地图集将澳门土生土语列为“极度濒危”语言。

## 名称
澳门土生葡语也被其使用者称为“澳门基督教语言”，诗人们昵称为“澳門甜蜜之語”、“甜言”。葡萄牙语中则被称为、“纯正澳门话”或（来自法语patois）。
葡属澳门政府曾在1990年代中期试图将葡萄牙语、英语的按粤语中的说法重新定义为澳门永久居民（任何生在澳门的人，不论民族、语言、宗教、国籍），但并未成功。因此葡萄牙语和英语中的既不指澳门原住民（疍家人），也不是澳门当地人用作自称的区域居民称谓词，而是指澳门特有的一个民族（约占人口的1.2%）。

## 历史

### 起源
土生葡语出现于16世纪中叶澳门被葡萄牙人占据，成为葡萄牙在东亚的海军、商业和宗教活动的主要中心之后，土生葡语主要在葡萄牙定居者的后代中首先发展起来。他们往往与葡属马六甲、葡属印度及葡属锡兰的居民通婚，因而土生葡语从开始就受马来语和僧伽罗语的强烈影响。到了17世紀，葡萄牙人攜帶在上述地區不同種族的土著在澳門定居，這批新移民對日後土生葡語的影響非常深遠。亚洲其他葡属殖民地，特别是马六甲、印度尼西亚及锡兰的移民因荷兰共和国在东印度的扩张而流离失所，他们随日本基督教难民一起迁来进一步影响了语言的演变。

### 演变
与其他语言一样，數個世紀以來，澳門的人種比例一直有所改變，不同國籍的人之間一直互相往來，導致土生葡語的運用、語法、辭彙都有相應的變化。一些语言学家认为，19世纪初之前使用的“古澳门葡语”和受粤语强烈影响的“现代澳门葡语”间有着明显的区别。后者出现于19世纪末，土生澳门葡人开始与珠江三角洲腹地移民及澳门本地的汉族居民通婚。19世纪中叶以来英国对香港的占领也为该语言增添了许多英语词汇。
在其历史上，土生葡语还获得了馬來語、粵語、英語、爪哇語、日語、梵文及少量西班牙語、意大利語等語言的詞語。这些不同的影响使澳门话成为欧洲和亚洲语言的独特“鸡尾酒”。據葡萄牙語言學家白妲麗（Graciete Batalha，1925-1992）的研究，葡萄牙人在亞洲數地留下的語言，在葡萄牙人攜帶不同種族的土著人在澳門定居時，已超過了共同交際混合語的範疇。作為交流手段，他們使用「一種以某種程度上來講，已成熟的語言，有豐富的詞彙量，語音、詞法及句法已經穩定。這種語言在此持續了三百年。」
澳門律师飞文基是土生葡语的热情支持者，称土生葡语“尚未消亡，但土生葡语的古代形式已经消亡了”，并补充说“现代土生葡语可认为是一种从古土生葡语中衍生出的方言，并自20世纪初开始受粤语的强烈影响。考虑到中国文化的详列影响，土生葡语能在澳门存续四个世纪之久是个‘相当的奇迹’。”

### 文化重要性
土生葡语于16至19世纪期间在澳门社会及商业发展中发挥了重要作用，当时它是澳门欧亚裔居民的主要交流语言。然而，即使在这一时期，使用该语言的总人数也相对较少，可能一直只有几千人。
当时土生葡语使用者大都有意识地使用这种语言以反对大都会政府的标准葡萄牙语。例如，20世纪初，土生葡语是讽刺葡萄牙政府当局的讽刺小品的用语。已故诗人若瑟·山度士·飞利拉为首的作家就选择土生葡语为创作媒介。
另一方面，土生葡语从未获得任何官方地位，也从未在澳门得到任何官方教育机构的传授。19世紀中期，土生葡語在澳門已經成為了土生葡人的共同使用的語言。到了19世紀後期，由於官方葡語教育的普及以及廣東話、英語地位的提高，土生葡語開始衰落，它在殖民地生活中的作用被大大削弱了。19至20世纪初，在澳门、香港及其他地方，尚有数千人仍以土生葡语为母语。到了20世紀，随着教育和广播电视的普及，這種語言已開始式微，而其地位亦被正统葡語所取代。上流社会的澳门人逐渐不再使用它，因为它被认为是“低级”的“原始葡萄牙语”。就连学习葡萄牙语作为第二或第三语言的中国人，都被要求学习标准欧洲葡萄牙语。

### 现状
在澳门还是葡萄牙领土时，土生葡语就日渐式微，这样的状况在中华人民共和国治下不太可能得到根本改善。1951年，白妲麗對土生葡語的形成和前景作出以下描述：「可能正是在19世紀，由於先前同印度和馬六甲之間密切的關係銳減，跟宗主國（葡萄牙）又保持隔離狀態，才使澳門方言達到其發展的最高峰，並形成了獨特的個性。1970年代開始，澳門方言逐漸失去其活力，如果說它還未完全消失，那是因為它對過去的記憶像花須一樣緊緊盤繞在現代語言上，但是在幾十年之後，它將被宣判為『死的語言』。」
自澳門主權移交後，再沒有正式統計土生葡語的語言人口。根據《民族語》的資料，1977年的土生葡語使用者人口大約在4000人。不过，土生葡语使用者对澳门能拥有自己的本地语言感到非常自豪，且这是香港不具备的。他们认为，澳门作为连接东西方500年历史的桥梁，其独特地位证明了为保护澳门语言所做的努力。
根據聯合國教科文組織於2011年11月的估計，現時能操土生葡語的人口僅餘約五十人。联合国教科文组织的《濒危语言红皮书》也收录了土生葡语。即使如此，在澳門仍然有少量老人家仍然以土生葡語為第一語言。澳门也有一些艺术团体坚持以土生葡語进行演出。
土生葡语尽管有着自己独特的特点和长达数百年的历史，但很少获得语言学家的青睐。比较重要的研究资料有白妲麗的数篇论文，及2001年出版的一份土生葡语-葡萄牙语词表。

## 地理分布
土生葡语是所谓澳门土生葡人即亚欧混血的母语，澳门目前有约8千人（约占人口的2%）。全球的民族总人口在2万上下，主要分布在香港、巴西、加利福尼亚、加拿大、秘鲁、哥斯达黎加、澳大利亚、葡萄牙和委内瑞拉帕里亚半岛。即使是在港澳的本地社区内，也只有几十名八九十岁的老年妇女在积极使用土生葡语。加州的澳门人社区也仅有上百人使用。

## 说明与描述

### 系属分类及相关语言
土生葡语是一种克里奥尔语，即是几种语言与当地创新熔合的结果，因而难以归入任何主要的语系。
受形成历史影响，它和东南亚其他受葡萄牙语和马来语影响的克里奥尔语密切相关，特别是马六甲克里斯坦语及印尼和弗洛勒斯岛已灭绝的葡萄牙克里奥尔语，以及斯里兰卡葡萄牙语。

### 词汇
土生葡语词汇大部分是来自各种葡萄牙克里奥尔语（papiás）的马来语词汇。如sapeca“金币”和copo-copo“蝴蝶”等。
也有许多词汇是来自斯里兰卡卡菲尔及斯里兰卡葡萄牙公民社区通行的斯里兰卡葡萄牙语的僧伽罗语词汇。部分词汇是葡属印度居民带来的其他印度-葡萄牙克里奥尔语的印度语言词汇，如孔卡尼语和马拉地语。如fula'“花”和lacassa“粉丝”。
粤语词汇如“amui”（阿妹）、“laissi”（利是）。英语词汇如adap（来自hard-up）“缺钱”、afet“胖”。
葡萄牙语词汇主要来自南部葡萄牙语方言。

### 语音
据葡萄牙专家巴塔亚（Graciete Nogueira Batalha）在《澳门语—历史与现状》中介绍，土语在语音方面某些词尾发生双元音化现象，例如mês读作m is ，vez读作v is， talvez读作talv is ，pos 读作p is， rapaz 读作rapaiz。此外，土语的语音特点有：
- 词形与规范葡语词形十分接近，是派生自规范葡语的葡语方言词，其中有字音脱落的现象。如土语margoso（苦瓜）是规范葡语 amargoso句首音的脱落；língu（舌）是língua字尾音的脱落；ome（男人）是homem句首音和字尾音同时脱落。
- 规范葡语的不定式动词词尾r在土语中脱落。
- 规范葡语的双颤音rr在土语中转换成单颤音r。
- 二合鼻元音 o转换为强元音 和m组合。即变为ám。例如土语chám（地）来自ch o。
- 词尾元音双元音化。
- 土语i取代规范葡语的e。
- 规范葡语的ei简化为 i。
- 规范葡语的r 变成l 。
- 规范葡语的lh变成l 。
- 土语写法不固定，例如“水”有agu / ago两写；“税馆”也有hupu / hoppo两写。

### 语法
对现代土生葡语语法的系统化研究很少，遑论16到20世纪的历史演变。就总体的特征而言，其语法结构似乎包含了欧洲和亚洲的特征。
与大多数分析语较像，土生葡语大量省略定冠词、介词；动词几乎无时态、人称等屈折变化，一般仅有第三人稱單數或無人稱不定式：io sam“我是”，ele sam“他/她是”；名词不分单复数，形容词几乎仅有阳性单数形式。土生葡语还缺乏代词格（io同时表示“我”“我的”，不分主格、宾格、属格），且有一种特殊的形成领属形容词的方式（ilotro-sua“他们的”）。
进行时（如汉语“……着”或英语“-ing”）由独立助词ta表示，可能来自葡萄牙语está“它是”。完成时则用助词ja表示，可能来自葡萄牙语já“就现在/已经”。
重复用于派生名词复数（casa-casa=“房子（复数）”）、形容词复数（china-china=“数个中国人或中国事物”）及强调副词（cedo-cedo=“特别早”），这种模式也见于马来语。

### 书写系统
土生葡语没有标准正字法。

## 語句範例
- 以下列出土生葡語詩歌範例：

| 土生葡語 | 葡萄牙語(翻譯) | 中文(翻譯)         |
|          |                | 姑娘在窗邊         |
|          |                | 有一支茉莉花       |
|          |                | 她媽媽是蜑家人     |
|          |                | 她爸爸是葡籍印度人 |
注意nhonha与马来语/克里斯坦语的nyonya同源，都来自葡萄牙语dona“女士”。
- 另一个土生葡語詩歌範例：

| 土生葡語                       | 葡萄牙語(翻譯)                    | 中文(翻譯)             |
| Língu di gente antigo di Macau | A língua da gente antiga de Macau | 过去澳门人的语言       |
| Lô disparecê tamên. Qui saiám! | Vai desaparecer também. Que pena! | 它也会消失。真可惜！   |
| Nga dia, mas quanto áno,       | Um dia daqui a alguns anos        | 多年之后，有一天       |
| Quiança lô priguntá co pai-mai | A criança perguntará aos pais     | 孩子会问爸妈           |
| Qui cuza sä afinal             | O que é afinal                    | 什么是“澳门甜蜜之语”？ |
| Dóci papiaçam di Macau?        | A "língua doce" de Macau?         |                        |

## 外部連結
- Description of language （页面存档备份，存于）
- Projecto Memória Macaense （页面存档备份，存于）